# Chinamiris
Chinamiris är ett släkte av insekter. Chinamiris ingår i familjen ängsskinnbaggar.

## Dottertaxa tillChinamiris, i alfabetisk ordning[1]
- Chinamiris acutospinosus
- Chinamiris aurantiacus
- Chinamiris brachycerus
- Chinamiris citrinus
- Chinamiris cumberi
- Chinamiris daviesi
- Chinamiris dracophylloides
- Chinamiris elongatus
- Chinamiris fascinans
- Chinamiris guttatus
- Chinamiris hamus
- Chinamiris indeclivis
- Chinamiris juvans
- Chinamiris laticinctus
- Chinamiris marmoratus
- Chinamiris minutus
- Chinamiris muehlenbeckiae
- Chinamiris niculatus
- Chinamiris nigrifrons
- Chinamiris opacus
- Chinamiris ovatus
- Chinamiris punctatus
- Chinamiris quadratus
- Chinamiris rufescens
- Chinamiris secundus
- Chinamiris testaceus
- Chinamiris unicolor
- Chinamiris whakapapae
- Chinamiris virescens
- Chinamiris viridicans
- Chinamiris zygotus